# Даннат, Ричард
Сэр Ричард Даннат, барон Даннат (англ. Richard Dannatt, Baron Dannatt; род. 23 декабря 1950) — британский генерал (2005), почётный доктор технических наук (2009).

## Биография
- В 1969 году поступил в Королевскую военную академию в Сандхерсте.[8]
- В 1973 году поступил в Даремский университет, который окончил в 1976 году.[9]
- В 1977 году перенёс инсульт.[10]
- С 1 апреля 1999 года по 17 июня 2005 года — командующий Королевской военной полицией[11].
- В 2006—2009 годах — начальник Генерального штаба Вооружённых сил Великобритании.[12]
- В 2009—2010 годах — советник по обороне в Теневом кабинете министров опозиции Дэвида Кэмерона.[13][14]
- Барон (2010). Генерал-лейтенант (2003).

Женат (c 1977 года), четверо детей — три сына и дочь.

## Награды
- Военный крест, 1973.
- Командор ордена Британской империи, 1996.
- Рыцарь-командор ордена Бани, 2005.